# Florida School for the Deaf and Blind
Florida School for the Deaf and the Blind är en statsstödd internatskola för döva och blinda barn, grundad 1885 i St. Augustine, Florida, USA. Skolan är Floridas huvudskola för döva och blinda barn, och även en av de största skolorna med den inriktningen i hela USA. Skolan jobbar bland annat med teater, de döva har en resande dansgrupp och de blinda har en musikgrupp med namnet OuttaSight. Andra klubbar och aktiviteter på skolan är bland annat "the Blind Skier Club", "Academic Bowl Team" och "MathCounts" (en resande matematikgrupp).